# Anisoplia paupercula
Anisoplia paupercula är en skalbaggsart som beskrevs av Rudolph Petrovitz 1971. Anisoplia paupercula ingår i släktet Anisoplia och familjen Rutelidae. Inga underarter finns listade i Catalogue of Life.